# Bolintin-Deal
Bolintin-Deal – wieś w Rumunii, w okręgu Giurgiu, w gminie Bolintin-Deal. W 2011 roku liczyła 3854 mieszkańców.